# Antoine-Louis Brongniart
Pour les autres membres de la famille, voir Famille Brongniart.
Pour les articles homonymes, voir Brongniart (homonymie).
Antoine-Louis Brongniart, né le 14 août 1742 et mort le 24 février 1804 à Paris, est un chimiste français.

## Biographie
Fils d'Ignace-Théodore, marchand apothicaire épicier de la ville de Paris établi rue de la Harpe, à l'enseigne du Flambeau Royal et frère d'Alexandre-Théodore Brongniart architecte, il est marié à Marie Marguerite Mesnédrieux, dont il a deux fils Pierre (1780-1841), pharmacien militaire dès 1795, retraité en 1836 et Michel (1782-1854), receveur des douanes et graveur.
Élève de Guillaume-François Rouelle, il est reçu maître apothicaire de Paris en 1761,. Il devient démonstrateur de chimie au collège de pharmacie de Paris dès l'organisation de cet établissement en 1777 jusqu'en 1790, et premier apothicaire du roi de 1779 à 1790. Il est aussi démonstrateur au Jardin du Roi en 1779, nommé professeur à la chaire des Arts chimiques en 1793, au lycée républicain et au Jardin des plantes. Après la Révolution, il devient pharmacien militaire.
Brongniart a concouru à la rédaction de quelques feuilles périodiques et notamment à la publication du Journal des sciences, arts et métiers avec Jean Henri Hassenfratz en 1792. Deux mémoires sont restés de ses différents travaux, « Analyse de la terre d'ombre de Cologne rapportée par M. Faujas », qui a été inséré dans les Annales du Muséum d'histoire naturelle, t. II, 1803, et « Sur les principes constituants de l'eau minérale de Balaruc », qui se trouve dans ces mêmes Annales, t. IV, 1804.

## Publications
- Antoine-Louis Brongniart, Tableau analytique des combinaisons et des décompositions de différentes substances : Procédés de chimie pour servir à l’intelligence de cette science, Paris, P.-F. Gueffier, 1778, 526 p. (ISBN 978-1-104-65905-9)

## Pour approfondir